# Приіртиське (Железинський район)
Приірти́ське (каз. Прииртыш) — село у складі Железинського району Павлодарської області Казахстану. Адміністративний центр Приіртиського сільського округу.
Населення — 766 осіб (2021; 796 у 2009, 1053 у 1999, 1304 у 1989).
Національний склад станом на 1989 рік:
- росіяни — 56 %;
- казахи — 24 %.